# Penis uman
Penisul uman (din latină penis - „coadă”) este organul sexual intromitent al omului, având un rol dublu: astfel el este organ comun de tranzit pentru urină, cât și pentru spermă, prin intermediul uretrei.
Penisul este situat în partea de jos a regiunii perineale, anterior față de scrot. Penisul este omolog clitorisului femeii. Are o poziție inițial ascendentă, ușor oblică, iar în dreptul simfizei pubiene se desprinde de perineu, devenind liber și constituind penisul propriu-zis. Este un organ cilindric, turtit dorso-ventral. Este acoperit de un tegument de culoare mai închisă, prelungire a tegumentului abdominal, ce în dreptul glandului se răsfrânge pentru a forma un manșon cutanat, ce se termină în fund de sac, numit prepuțul. În erecție, prepuțul se poate retrage parțial sau total în spatele glandului, lăsându-l expus excitațiilor fizice, dar și accidentelor și iritațiilor. Corpul penisului este format din trei formațiuni fibro-musculare areolate: doi corpi cavernoși, ce sunt situați în partea dorsală a penisului, și un corp spongios, ce este situat dedesubtul acestora, în partea ventrală a penisului. Acești corpi se umplu cu sânge în timpul erecției. Corpul spongios penian este traversat longitudinal de uretră, care se deschide la exterior prin meatul uretral, aflat în vârful glandului.
Conform rezultatelor unui studiu din 2015, bazat pe date acumulate de la 15.521 de bărbați, lungimea medie a penisul uman erect constituie 13,12 cm și o circumferință de 11,66 cm. Comparativ cu alte primate, penisul uman este cel mai mare în circumferință, dar, relativ, asemănător în lungime cu penisul cimpanzeului și ale altor maimuțe. În regnul animal, balenele și elefanții posedă cele mai mari penisuri, cu o lungime de 2,5–3 m și, respectiv, 1 m.

## Etimologie
Termenul „penis” provine din limba latină dintr-un cuvânt cu sensul de „coadă”. Unii savanți consideră că acest termen derivă din cuvântul indo-european *pesnis, asemenea cuvântul grecesc πέος (penis) originar din indo-europeanul *pesos.
Cuvântul penis este folosit în principal ca termen medical și adesea în limbajul obișnuit este înlocuit cu cuvântul popular  pulă (termen considerat vulgar). Acesta este un cuvânt vechi românesc, a cărui etimologie este neclară. Majoritatea cercetătorilor susțin că respectivul ar proveni din latinescul „phallus”, împrumuta din limba greacă (φαλλος). Există paralele în folosirea unei păsări ca eufemism pentru organele genitale în mai toate limbile romanice, inclusiv cuvântul polla, care în dialectul madrilean al limbii spaniole are sensurile de penis și pui de găină. În vocabularul copiilor mai este denumit și puță sau cuc.

## Morfologie externă

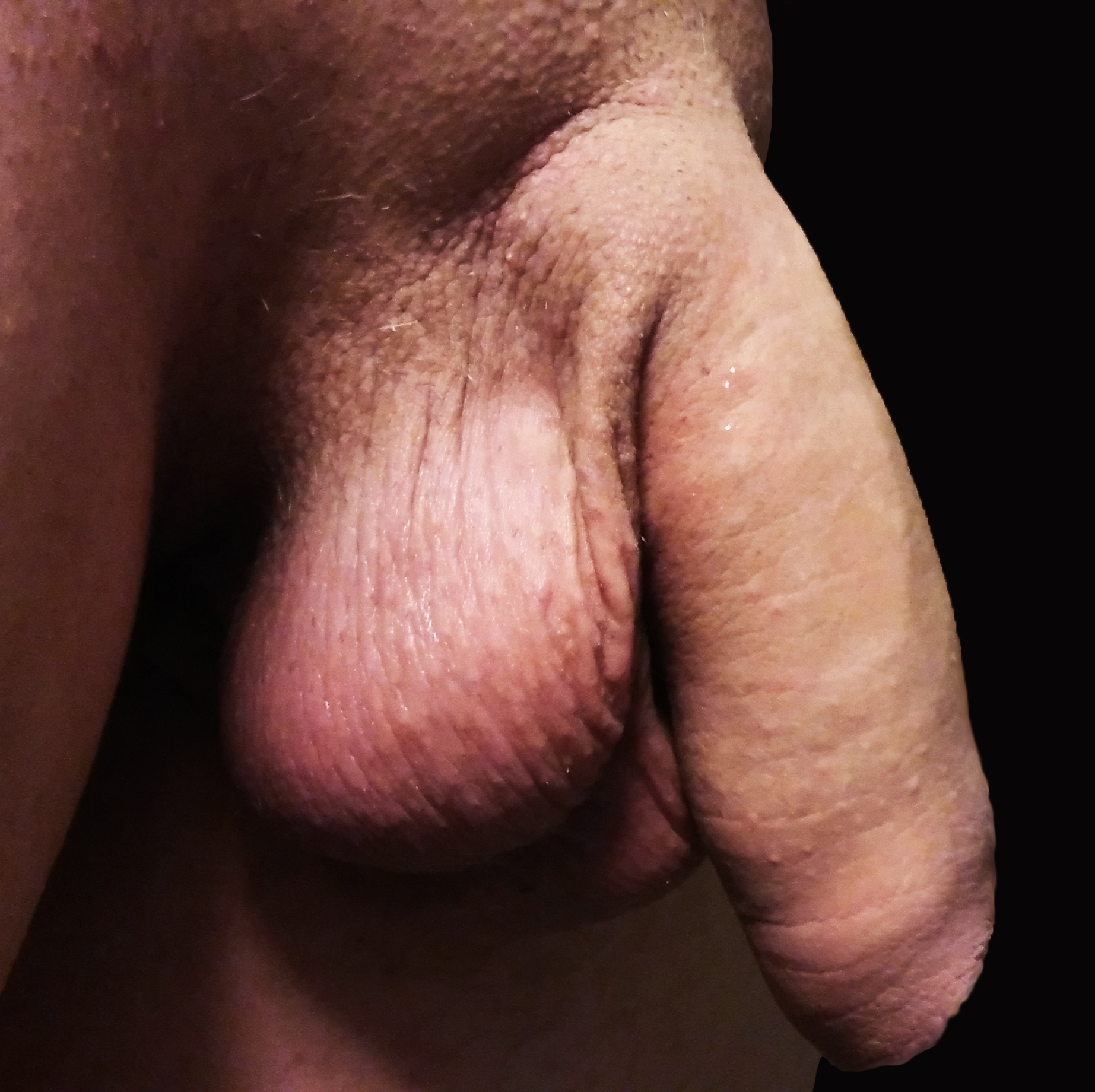
Organele genitale externe ale bărbatului

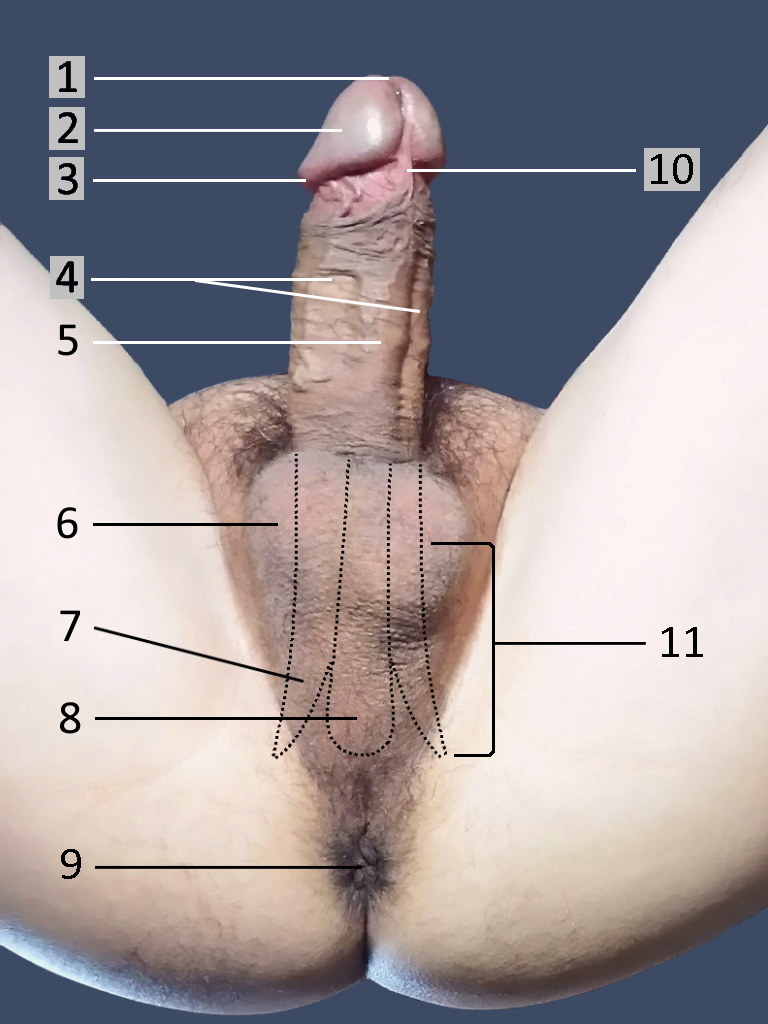
Anatomia externă a penisului bărbatului: 1 - meat uretral; 2 - glandul penisului; 3 - coroana glandului penisului; 4 - corp cavernos al penisului; 5 - corp spongios al penisului; 6 - scrot; 7 - creasta penisului; 8 - bulbul penisului; 9 - anus; 10 - frenul prepuțului; 11 - rădăcina penisului.

Penisul este situat deasupra scrotului, înaintea simfizei pubiene, iar baza acestuia fiind acoperită de părul pubian. Acesta este alcătuit, în principal, din trei coloane de țesut erectil spongios. Penisul este organul genital copulator al bărbatului, dar și organ excretor, deoarece prin acesta trece porțiunea spongioasă a uretrei. Anatomic, penisul se compune din trei porțiuni: rădăcină, corp și gland.

### Rădăcină
Rădăcina este extremitatea posterioară a penisului, fiind situată loja peniană a perineului și se aplică pe oasele pubiene prin ligamentul fundiform și ligamentul suspensor al penisului. Rădăcina este alcătuită de inserțiile corpilor cavernoși situați lateral, pe ramurile ischiopubiene și din bulbul penisului care include regiunea intermediară a corpului spongios.

### Corp
Corpul penisului este fixat de simfiza pubiană prin două ligamente (superior și inferior). Acesta are forma de cilindru ușor turtit și prezintă o față superioară (dorsul penisului), două margini laterale rotunjite și o față inferioară, pe suprafața căreia, când penisul este erect se observă o proeminență determinată de uretră. Corpul penisului atârnă când acesta este flasc, neavând fibre musculare pentru al susține. Pe toată lungimea acestuia se întind, în partea superioară, la stânga și la dreapta corpului penian, cei doi corpi cavernoși; sub aceștia trece corpul spongios, iar partea mediala a acestuia este traversată, în lungul acestuia, întinzându-se de la baza penisului și până în vârful glandului, uretra, care în stare de inactivitate este un spațiu virtual. Corpul penisului este acoperit de o piele fină și mobilă, care pe fața inferioară a penisului prezintă foliculi piloși dilatați și o dungă de culoare cafenie închisă, ce se întinde de la frenul prepuțului (frâu), coboară pe fața inferioară a corpului penian, paralel cu uretra, către scrot, până la anus.

### Gland

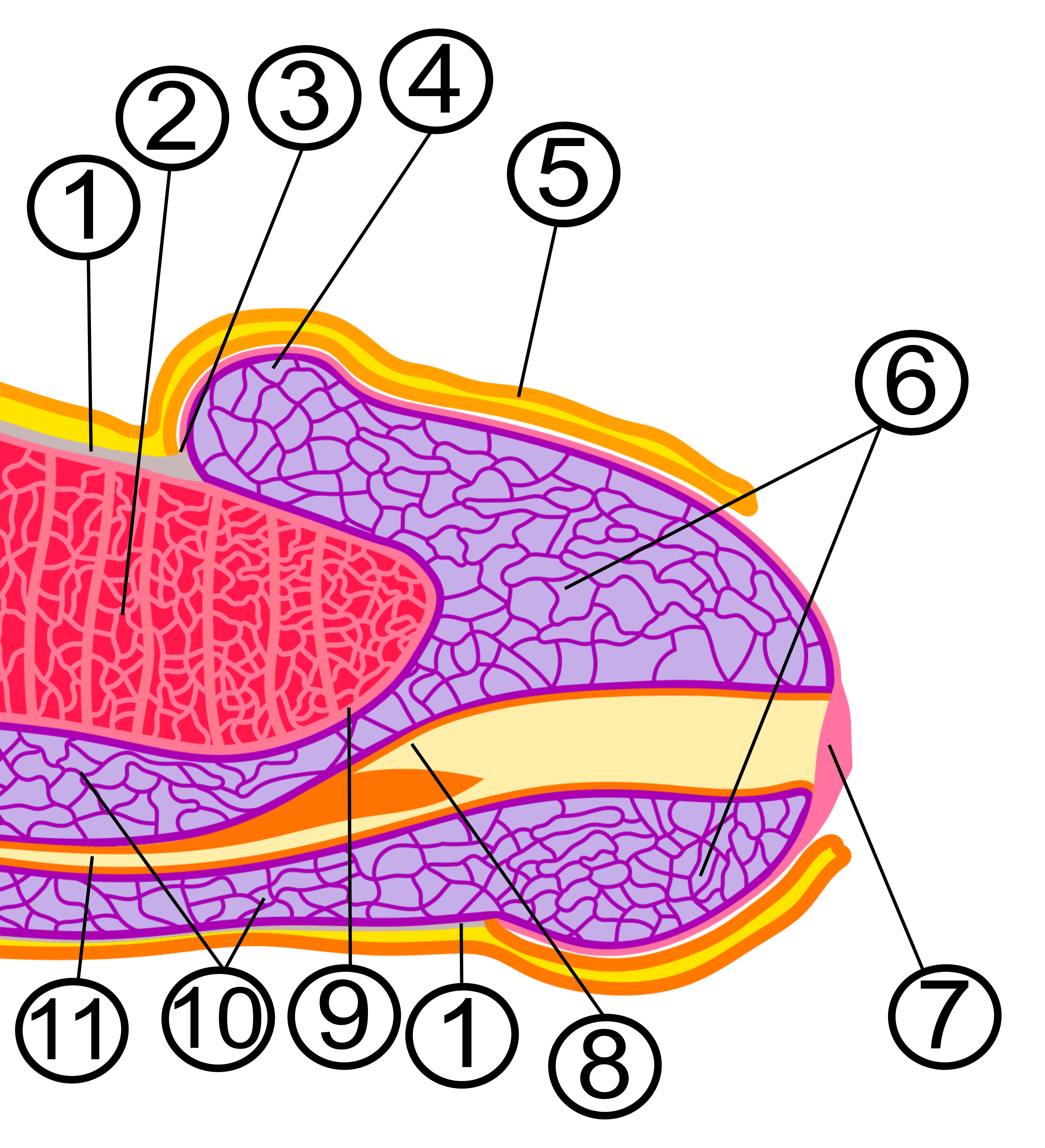
Structura internă a glandului: 1 - fasciile conjunctive ale penisului; 2 - corpul cavernos; 3 - colul glandului; 4 - coroana glandului; 5 - pielea prepuțului; 6 - glandul penisului; 7 - meatul urinar; 8 - fosa naviculară; 9 - tunica albuginea; 10 - Corpul spongios.

Glandul reprezintă extremitatea liberă și lărgită a corpului penian de formă conică, alcătuită din țesut erectil fiind, de fapt, exteriorizarea corpului spongios. Corpul spongios al glandului este acoperit cu o tunică fibroelastică, albuginea, pe care se înseră epiteliu având culoare roz - cenușie pal, când penisul este flasc și roz - violacee, în timpul erecției. Aceasta se mulează pe capetele rotunjite ale corpilor cavernoși penieni, extinzându-se mai mult pe fața lor superioară decât pe cea inferioară. Glandul poate fi divizat, din punct de vedere morfologic, în două regiuni: vârf și bază (coroană).
Vârful glandului este partea terminală a penisului. În vârful glandului, orientat spre fața uretrală, se deschide orificiul extern al uretrei numit meat uretral, o despicătură de 5–6 mm în lungime, limitată de două buze laterale.
Baza glandului, poartă denumirea de coroană, este partea mai voluminoasă și formează o proeminență circulară mai groasă pe fața dorsală decât pe cea uretrală a penisului. Coroana glandul înconjoară și întrece circumferința corpului de care este despărțită printr-o îngustare, numită colul glandului sau șanțul balanoprepuțial.

### Prepuț
Tegumentul de pe corpul penisului continuă anterior cu un repliu dispus în jurul glandului – prepuțul penian. Prepuțul acoperă glandul fără să adere la el, decât în partea inferioară, formând frenul prepuțului (frâul), o bandă fibroasă de țesut. Fața externă a pielii este cutanată, în timp ce fața profundă este căptușită de mucoasă și se mulează pe gland. Stratul mucos conține glande prepuțiale sebacee (glandele Tyson), care produc smegmă (lichid lăptos, de consistență fermă, puternic mirositor, datorită acizilor organici, având rol de lubrifiere) și din celule epiteliale descuamate. Acumularea de smegmă la baza glandului determină un miros urât și iritație locală. Prepuțiul este deplasabil, dezvelind glandul în timpul erecției
În unele culturi, religii și din considerente medicale se practică circumcizia, înlăturarea prepuțiului. 

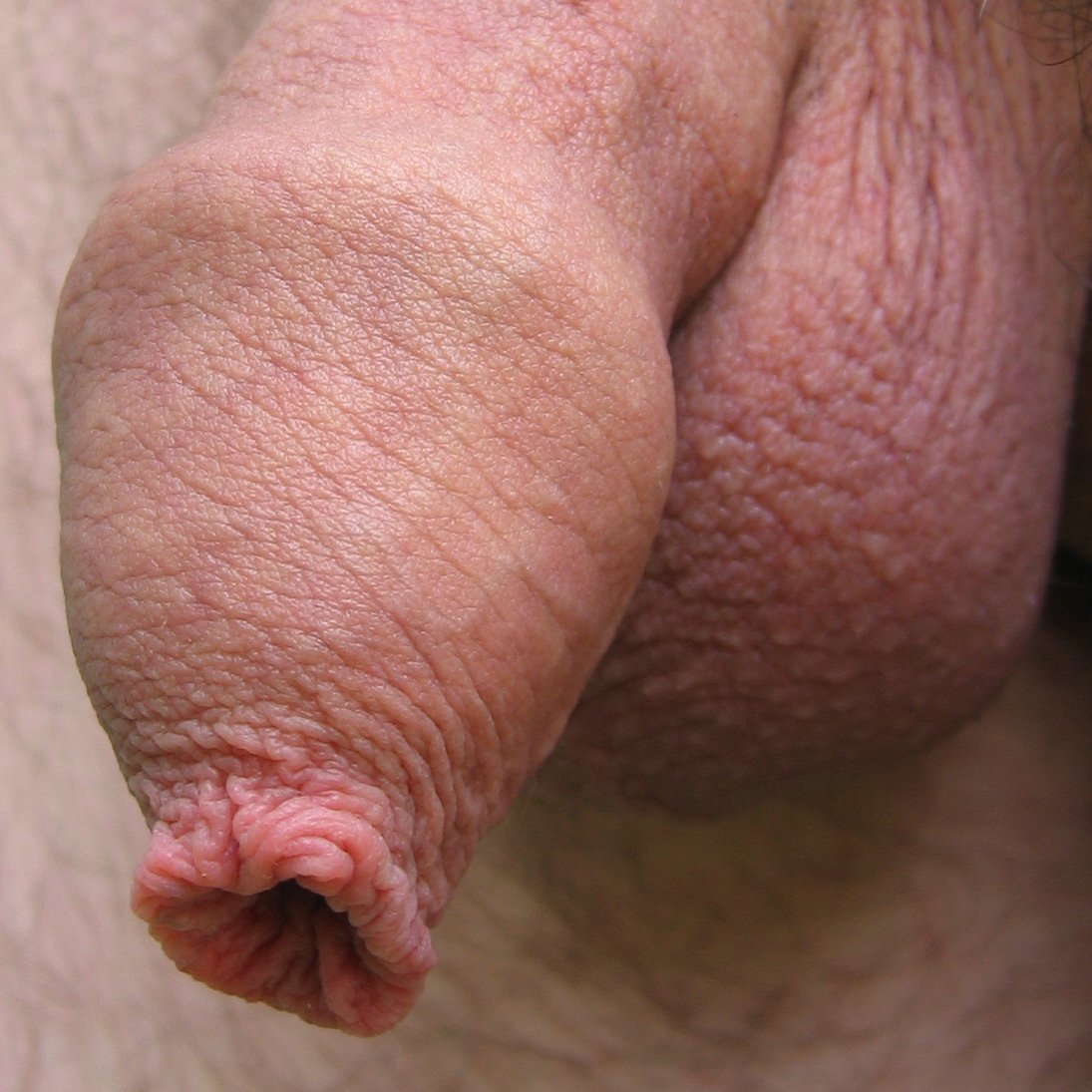
Prepuțul
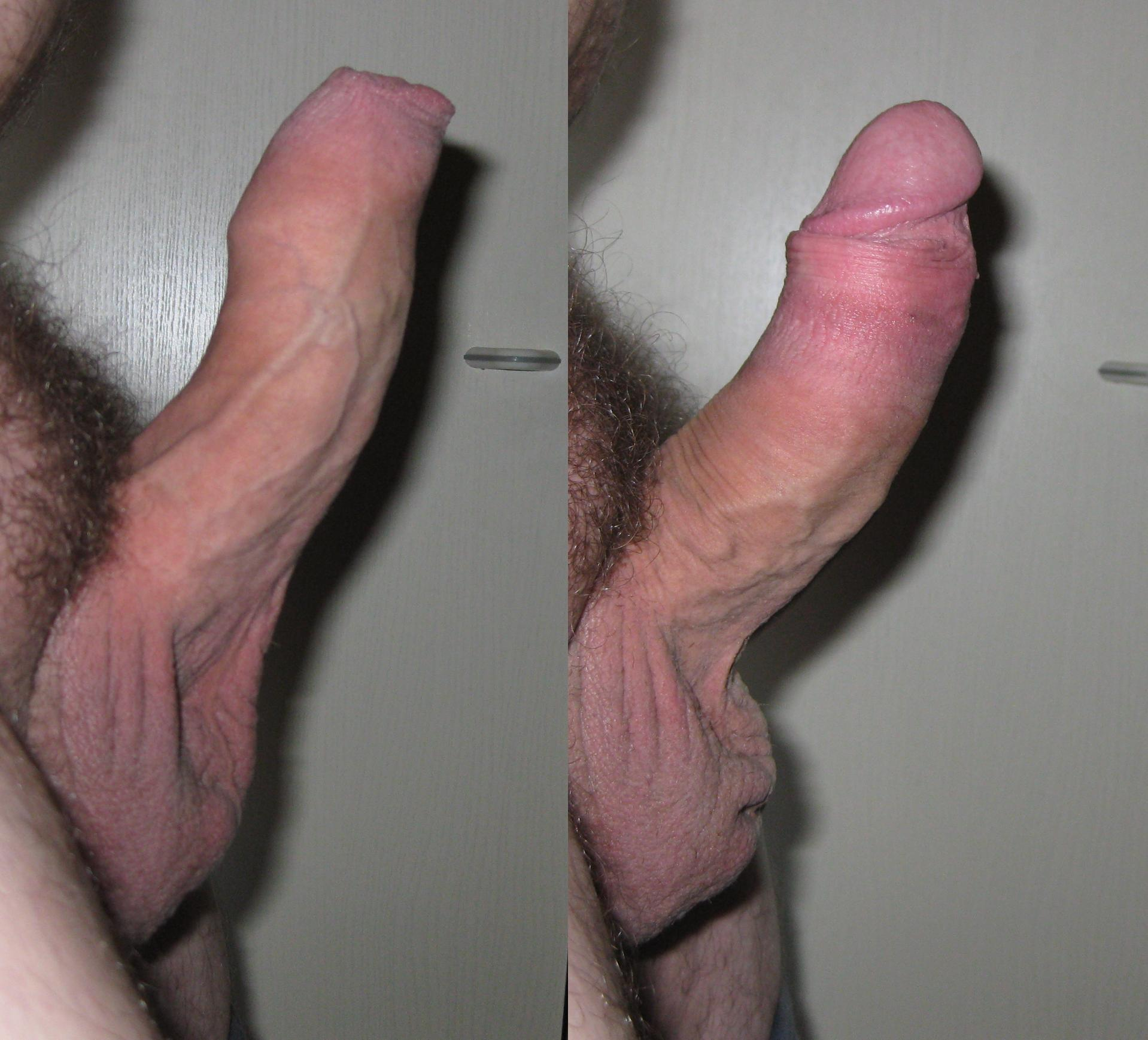
Etapele retragerii prepuțului
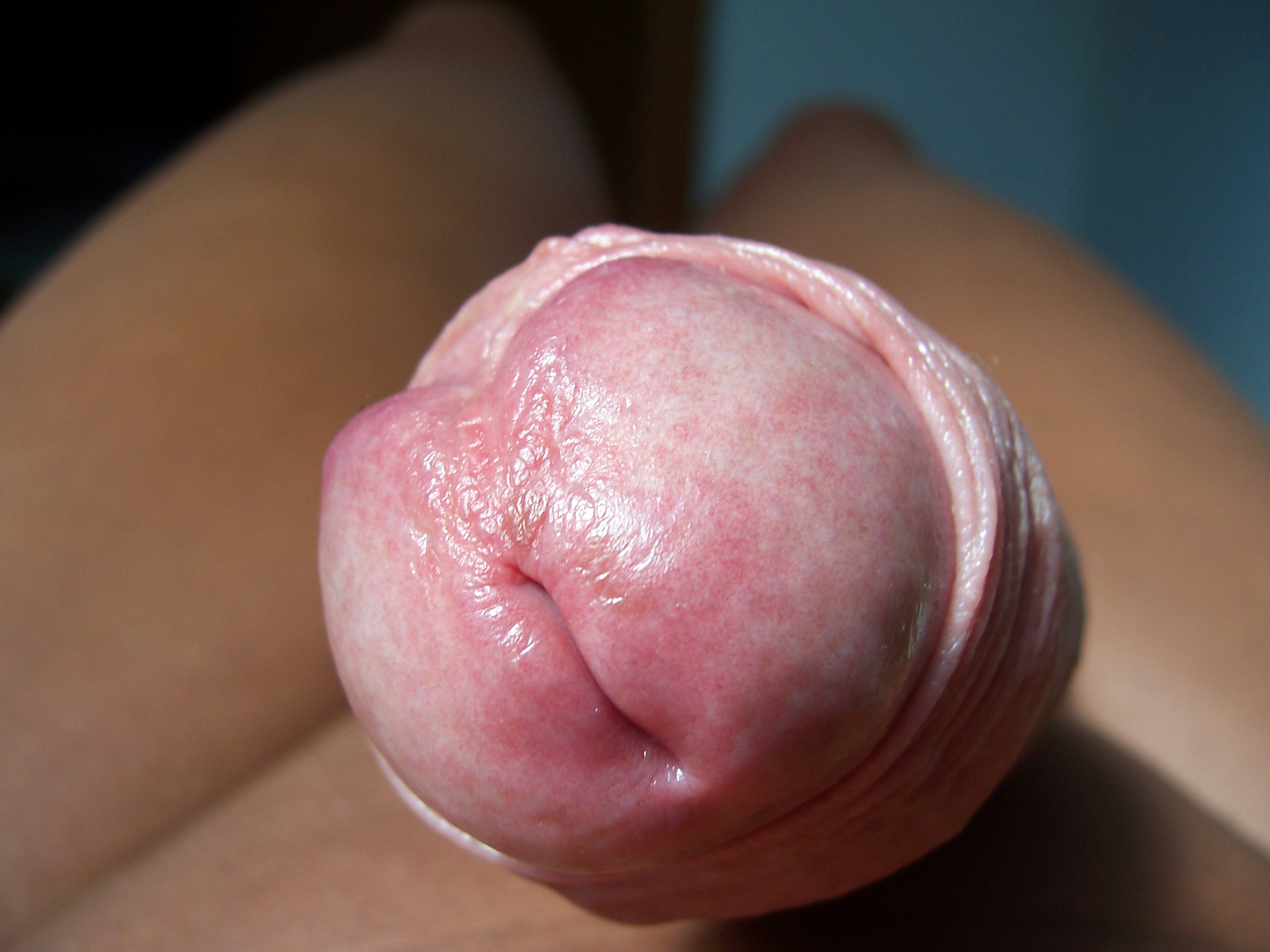
Meatul urinar
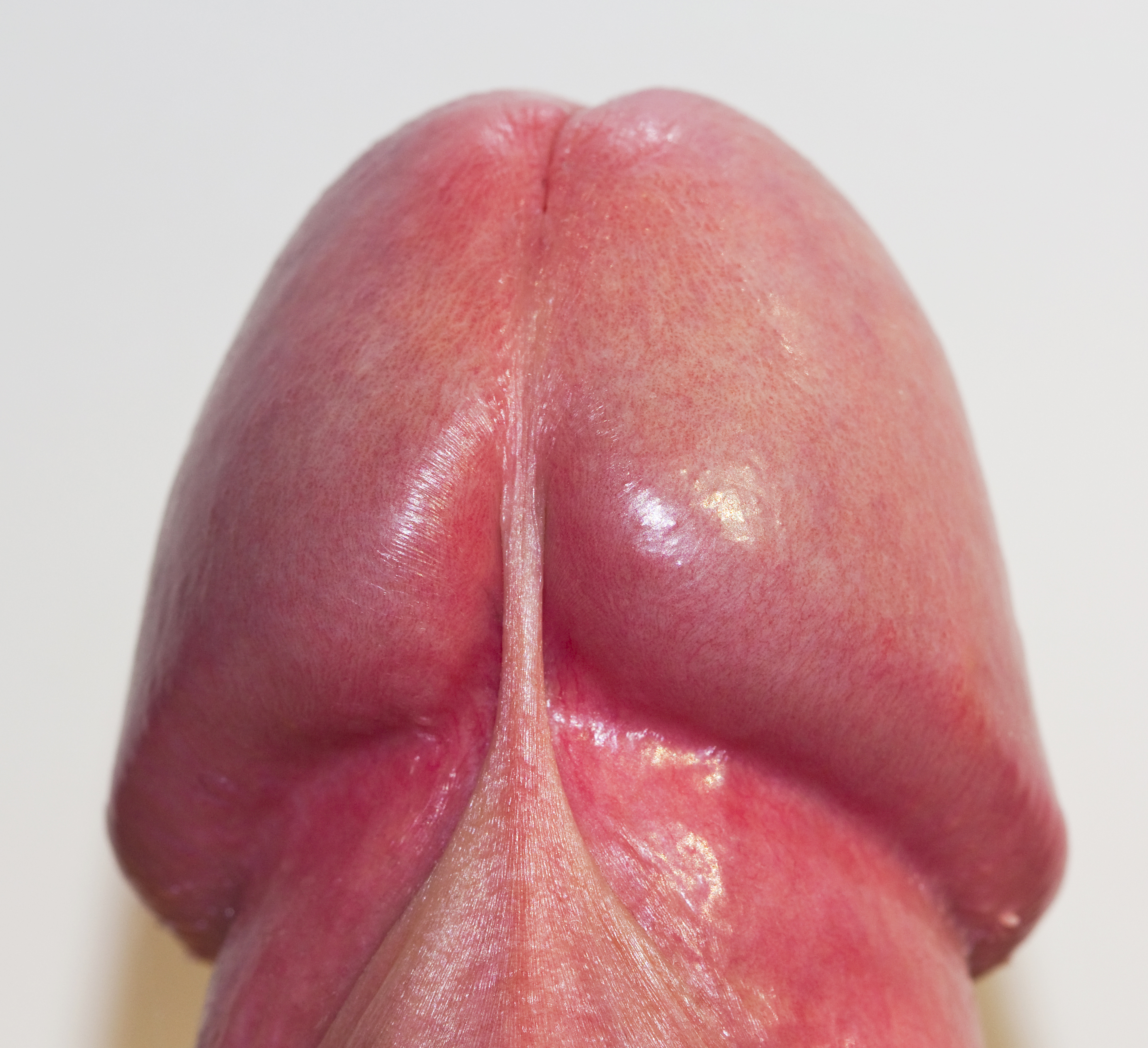
Frenumul prepuțului
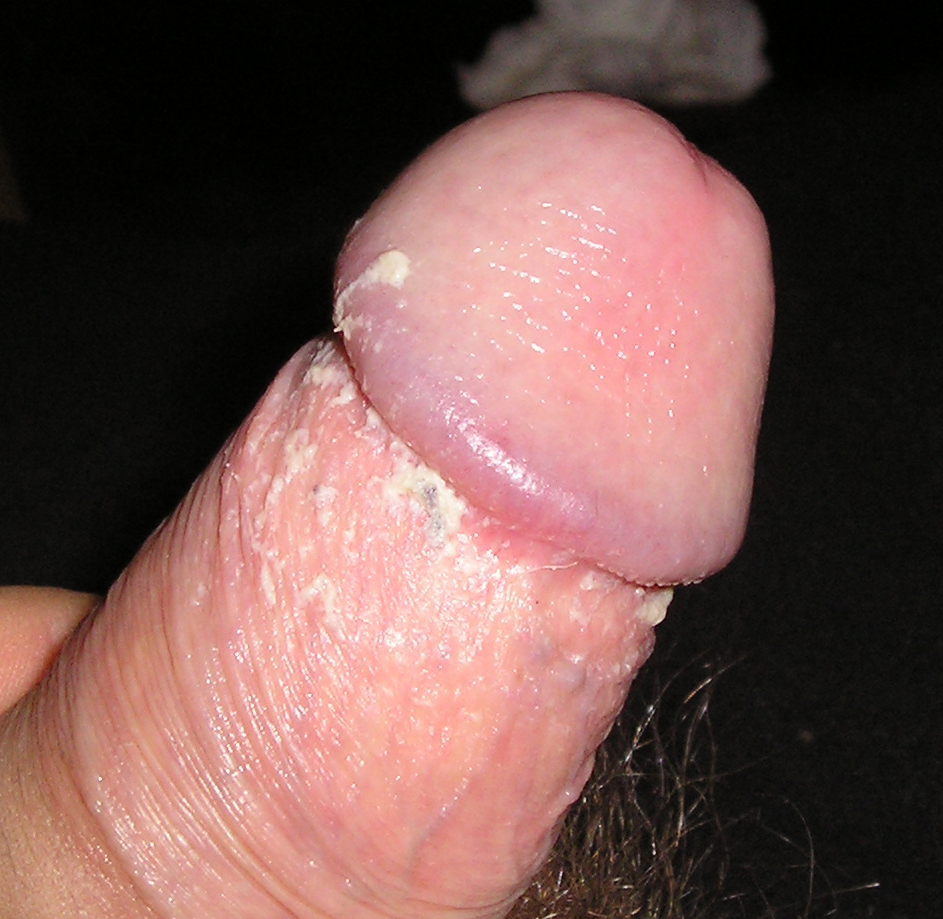
Smegma

## Dimensiune
În triburile Caramoja din Uganda de Nord și Mamba din Noile Hebride există bărbați ale căror penisuri sunt lungi de 43 de centimetri pentru că aici se practică o tehnică specială pentru mărirea penisului.

## Anatomia internă

### Învelișuri
Învelișurile penisului sunt în număr de patru, pornind de la exterior către interior.
Penisul este acoperit la exterior cu piele fină și mobilă dotată cu receptori tactili, care formează zone erogene cu o sensibilitate înaltă.
Piele reprezintă o continuare a tegumentului scrotal și a regiunii pubiene. Pielea penisului este mai intens pigmentată decât cea din vecinătate, iar pe fața uretrală (posterioară) se află rafeul penian - creasta cutanee mediană de culoare și mai închisă.
În stratul profund al pielii se găsește tunica dartos, o lamă musculară subțire alcătuită din fibre musculare netede dispuse și longitudinale și circular.
Sub dartos, se află tunica celuloasă alcătuită din țesut conjunctiv lax, numită și fascia superficială a penisului, fiind separată de fascia profundă a penisului.
Fascia profundă învelește formațiunile erectile, unindu-le într-o teacă comună. Această stratificare permite mobilitatea pielii penisului în timpul erecției. Fasciile peniene sunt o continuare ale fasciei abdominale.

### Corpii erectili

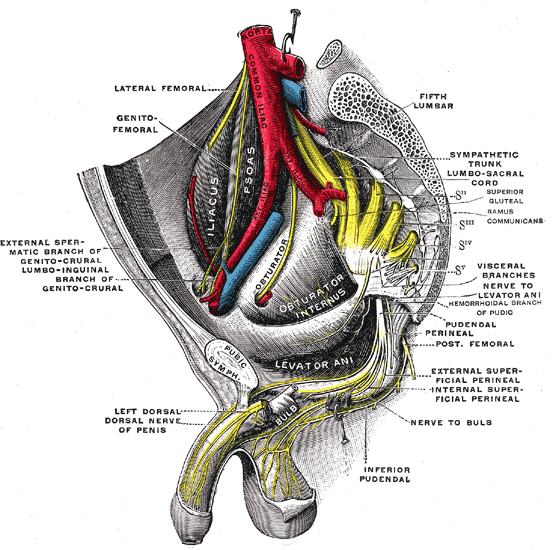
Vascularizația și inervația penisului

Din punct de vedere structural, penisul prezintă la exterior o serie de învelișuri (piele glabră, tunică musculară, tunică conjunctivă și fascii), iar în interior doi corpi cavernoși și un corp spongios. Corpii cavernoși sunt acoperiți de un înveliș fibros numit albuginee, au formă cilindrică și prezintă numeroase cavități în care se află o bogată rețea vasculară (artere helicine, capilare sinusoide și vene cavernoase). Prin creșterea cantității de sânge din rețeaua vasculară a corpilor cavernoși se asigură erecția. Aceste formațiuni au o lungime de 15 – 16 cm, în starea flască a penisului și 20 – 21 cm, în erecție. Corpul spongios se dispune între uretră și corpii cavernoși, înconjurând uretra. Posterior, prezintă o porțiune dilatată numită bulb uretral iar anterior se continuă cu glandul. La exterior, prezintă albuginea iar în interior un țesut spongios cu structură similară corpilor cavernoși.

### Vascularizație
Vascularizația penisului este asigurată de ramuri din artera pudendală și vena dorsală profundă peniană.

### Inervație
Inervația somatică a învelișurilor este realizată de nervii pudendali, iar cea vegetativă de ramurile genitale ale plexului lombar. Inervația organelor erectile este vegetativă, simpatică și parasimpatică, provenită din plexul hipogastric.

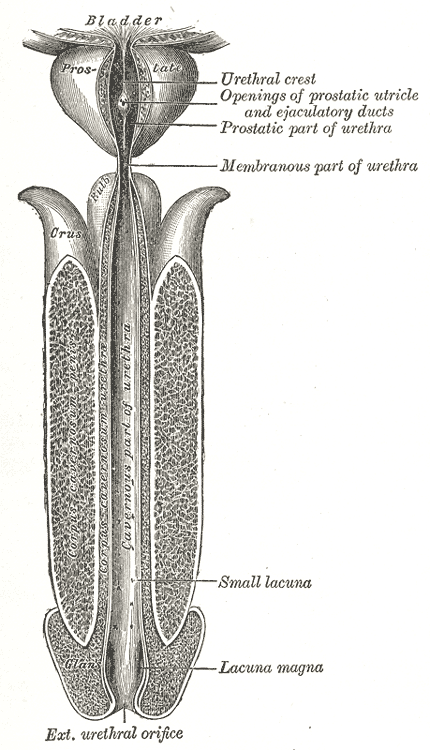
Anatomia penisului
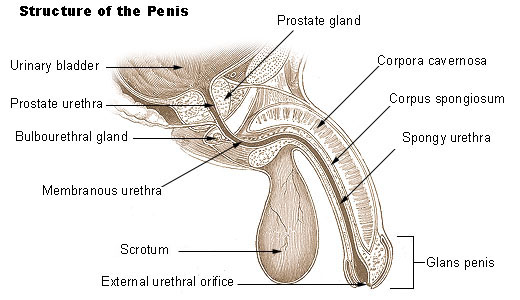
Structura penisului
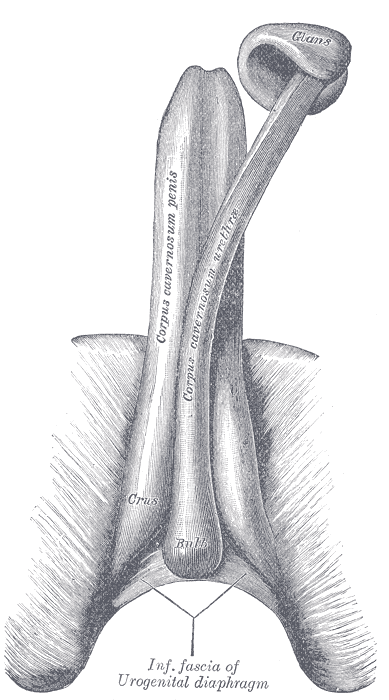
Corpul spongios și cavernos
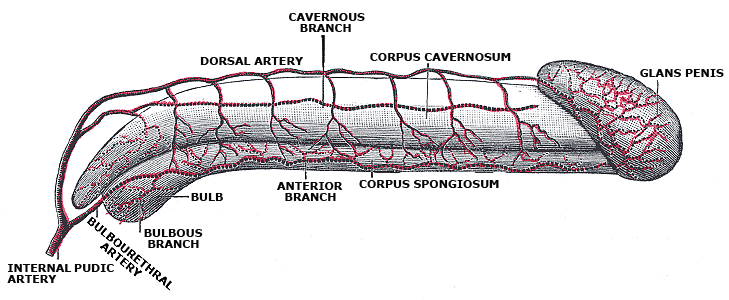
Sistemul arterial al penisului
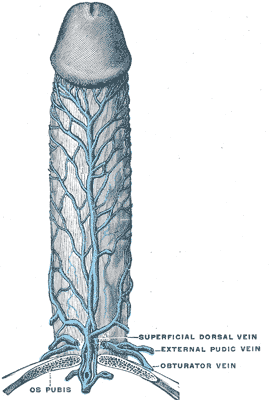
Sistemul venos al penisului
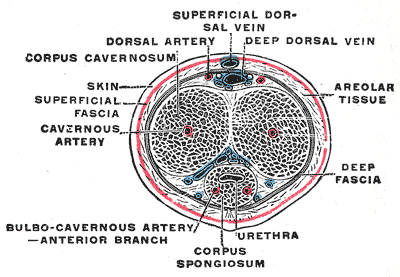
Vascularizația penisului (secțiune transversală)
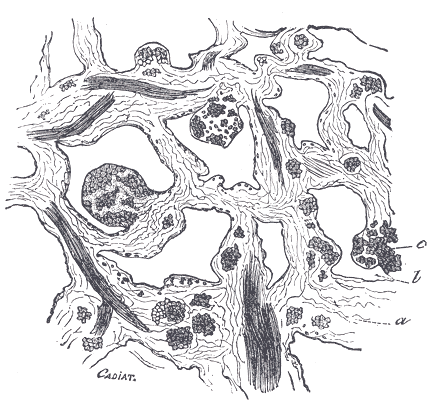
Corpul cavernos (microscopic)

## Fiziologia penisului

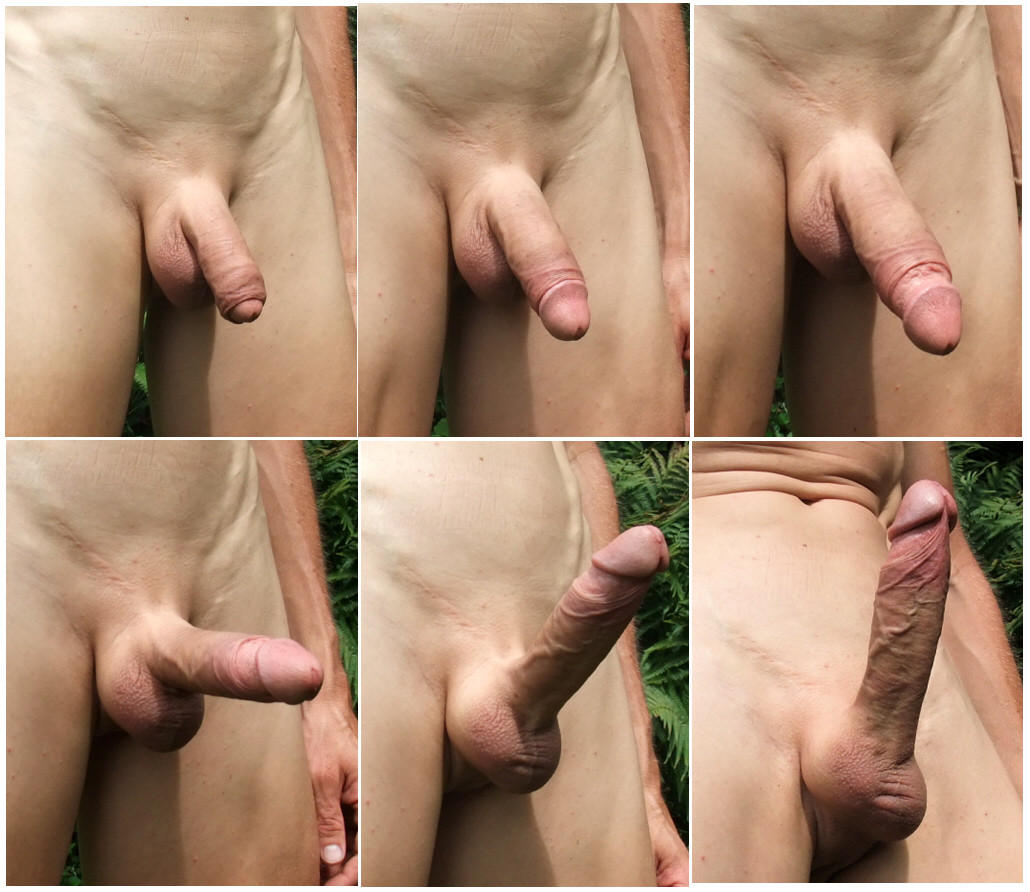
Etapele erecției

În funcție de starea de activitate, fiziologic, penisului i se disting două faze de activitate, corelate cu starea psihică a bărbatului. Acestea sunt:
- starea de flasciditate este caracterizată de lipsa sângelui din corpii cavernoși, și este starea în care penisul se află în majoritatea timpului. În această stare prepuțul acoperă complet glandul, la marea majoritate a bărbaților necircumciși. Lungimea medie a penisului flasc, la un bărbat adult (30 ani), este de 10 – 12 cm, iar circumferința medie la același individ este de 11 cm.
- erecția se datorează impregnării cu sânge a corpilor cavernoși, sub influența impulsurilor provenite pe calea sistemului nervos parasimpatic, impulsuri care produc vasodilatația venelor cavernare. Erecția este un reflex voluntar, ce poate fi controlat parțial. Aceasta se caracterizează prin alungirea (lungimea penisului aproape se dublează), îngroșarea (circumferința penisului crește simțitor și vizibil, întărirea, ridicarea și curbarea mai mult sau mai puțin evidentă a penisului. Erecția poate fi menținută, fără stimulare suplimentară, până la 30 minute de către bărbatul tânăr (25 ani).[9] Lungimea medie a penisului erect, la un bărbat adult (30 ani), este de 15 – 18 cm, iar circumferința medie la același individ este de 17 cm.

## Evoluție ontogenetică

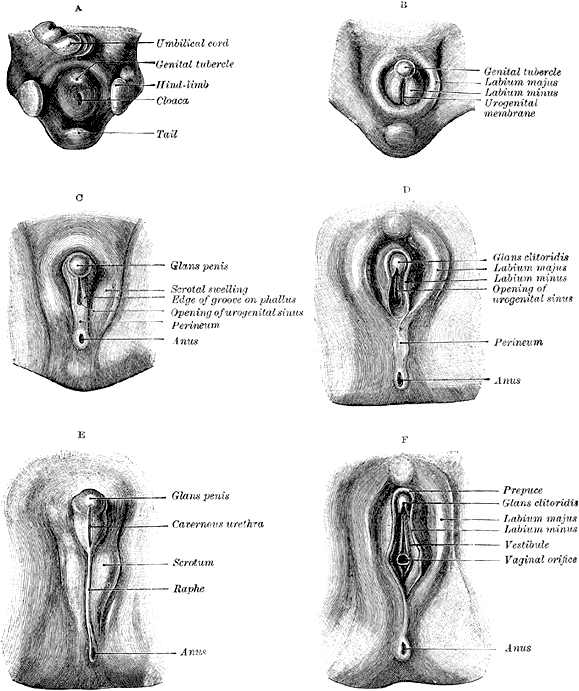
Stadiile comparative de dezvoltare a organelor genitale externe la bărbat și femeie

În dezvoltarea sa ontogenetică, sistemul genital își i-a naștere, alături de sistemul urinar, dintr-o porțiune a mezodermului (nefrotom), segmentat ca și somitele, și din care se vor forma trei etape succesive: pronefrosul, mezonefrosul și metanefrosul. Pronefrosul se resoarbe, lăsând numai niște organe accesorii. Mezonefrosul (sau corpul lui Wolff), de asemenea se resoarbe, dând naștere gonadele (testiculele și ovarele). Tot acum iau naștere cele două canale: Wolff și Müller. La bărbat, din canalul Wollf vor lua naștere: calea spermatică, formată din epididim, canale deferente și canalul ejaculator, iar canalul Müller involuează. În ultima etapă, din metanefros, situat în pelvis, iau naștere rinichii, ce urcă în zona lombară, cât și mugurele uretral și bazinetul renal. Tot acum, prin dezvoltarea pintenului perineal, cloaca va da naștere sistemului urogenital (sinus urogenital), din care se va dezvolta vezica urinară, anterior și posterior, rectul.

### Dezvoltare
De-a lungul vieții penisul trece prin mai multe stadii de dezvoltare, mai mult sau mai puțin semnificative. Însă cea mai importantă fază de dezvoltare a acestuia este pubertatea.
Cele mai importante faze de dezvoltare a penisului sunt:
- Etapa I. Faza intrauterină și postnatală. Penisul uman se dezvoltă încă din cea de-a III-a lună de sarcină, putând fi observat în cadrul ecografiei, și astfel se poate determina sexul copilului. La naștere penisul măsoară în jur de 3–4 cm. În timpul vieții intrauterine pot apărea erecții involuntare și neavând niciun substrat emoțional sau conștient. Dezvoltare accentuată se oprește la naștere, însă acesta se dezvoltă lent în următorii ani.
- Etapa II. Faza copilăriei primare. Această fază de dezvoltare a penisului se întinde între vârsta de 2 ani și până la vârsta de 7 ani. În cadrul acestei faze penisul se dezvoltă ceva mai accentuat, crescând atât în lungime, cât și în circumferință. Lungimea acestuia la finalul acestei etape de dezvoltare este de 8–9 cm. Erecțiile sunt rare. La mulți copii, în această etapă ,prepuțul acoperă complet glandul penian, iar la mulți acesta poate fi lipit de gland, nepermițându-se decalotarea acestui. Acest lucru poate cauza inflamații și infecții ce pot determina recurgerea la înlăturarea chirurgicală prepuțului, operație numită circumcizie. După vârsta de 7 ani creșterea penisului încetinește, dar nu se oprește. Acesta continuă să se dezvolte lent, până la pubertate.
- Etapa III. Pubertatea. Această fază are un debut neregulat, dar în cele mai frecvente cazuri își are debutul în jurul vârstei de 12 ani și se finalizează în jurul vârstei de 18-19 ani. Pubertatea afectează ireversibil penisul, dar și restul organismului. Această fază are cauză principală creșterea producției de hormon testosteron, hormon produs de testicule, ce determină atât schimbările fizice, cât și cele emoționale, sociale și psihice ale bărbatului. Penisul, în această etapă, suferă cele mai majore schimbări ce constau în creșterea accelerată în lungime, ajungând la finalul pubertății să măsoare 17–18 cm; totodată se și îngroașă, iar erecțiile devin mai frecvente, fiind necontrolabile voit la începutul pubertății și apărând, în special, pe timpul nopții, terminându-se cu ejaculare (așa-zise-le poluții), semn al maturității sexuale a testiculelor.
- Etapa IV. Postpubertatea. Se întinde între vârsta de 18-19 ani până la 32-35 ani. Se caracterizează prin în încetinirea vizibilă a creșterii în lungime și circumferință a penisului, însă acesta continuă să se dezvolte mult mai lent în lungime decât în circumferință.
- Etapa V. Maturitatea. Este  etapa finală a dezvoltării penisului căpătând forma și caracteristicile finale. Se întinde după vârsta de 35 de ani până la bătrânețe. Penisul păstrează forma și dimensiunile până în jurul vârstei de 55-60 de ani, după care începe să se atrofieze, și pierzând caracteristica vitală ce îl definește, erecția.

### Omologie
Penisul este un organ omolog clitorisului și bulbilor vestibulari ale femeii. Organele erectile masculine și feminine au aceeași origine embriologică, dezvoltându-se din tuberculul genital nediferențiat. Corpii cavernoși penieni sunt omologi clitorisului, prezintă aceleași structuri morfo-anatomice (rădăcină, corp, gland – la bărbat în alcătuire glandului participă și țesutul spongios), histologice (caverne sanguine, trabecule conjunctivo-musculoase, învelite în tunica albuginea) și o bogată inervație (în special a glandului). Mai multe deosebiri se constată în structura corpului spongios. La bărbat corpul spongios este unic și poate fi evidențiate în trei regiuni (bulb, segmentul uretral, gland). La femeie țesutul spongios este divizat de vagin și vestibul formând doi bulbi spongioși separați. Corpii spongioși feminin se unesc doar în partea anterioară prin comisura bulbilor (pars intermedia bulborum) situată între uretră și corpul clitoridian. Penisul este mai mare în lungime decât clitorisul de 2-3 ori (la clitoris este exteriorizat doar glandul și o mică porțiune a regiunii anterioare a corpului).
La ambele sexe, glandul este acoperit de prepuț și frâu, numai că la bărbat frâul este o continuare a rafeului, iar la femeie – a labiilor mici.
O deosebire funcțională constituie penetrarea penisului de către uretră prin care se realizează micțiunea. La femeie, clitorisul este specializat doar în stimularea sexuală, fără nicio atribuție aparatului excretor.

## Bolile și afecțiunile penisului
Penisul poate fi afectat, de-a lungul vieții, de numeroase boli, afecțiuni sau procese degenerative mai mult sau mai puțin grave.
- Boala Peyronie[17] cunoscută și ca induranța plastică a penisului sau inflamația cronică a albugineei este o condiție a țesutului conjunctiv implicând creșterea plăcilor fibroase în țesutul moale al penisului (element caracteristic al bolii), afectând până la 4 % dintre bărbați. Procesul fibros apare în tunica albuginee, o tunică conjunctivă fibroasă care înconjuară corpii cavernoși determinând o curbare anormală a penisului.Boala Peyronie este caracterizată de curbarea penisului, precedată adesea de erecții dureroase și acompaniată de o zonă de fibroză. Etiologia bolii este necunoscută. Curbarea caracteristică este asociată cu disfuncția erectilă, ca rezultat al curburii tecii penisului cu intromisiune sau a lipsei rigidității diastal de zona de fibroză asociată. Această absență a rigidității pare a fi rezultatul compromiterii aportului de sânge penian diastal.Un anumit grad de curbare a penisului este considerat normal; numeroși bărbați născându-se cu acest grad de curbare a penisului.Boala poate determina durere, întărire, leziuni de dimensiuni mari, sub forma unor corzi, sau curbarea anormală a penisului când este erect. Această boală poate face actul sexual dureros, dificil sau chiar imposibil. Boala afectează bărbatii adulți, mai ales cei de 40 de ani, și în special rasa caucaziană.
- Epispadiasul este un defect (malformație congenitală) rară a penisului în care orificiul de deschidere a uretrei în partea superioară a penisului. Rata de prezență la bărbați este de 1 la 120.000 de persoane. Principala cauză a epispadiasului este nefinalizării fuziunii abdominale și pelvine în primele luni ale embriogenezei.
- Hipospadiasul este un defect (malformație congenitală) rară, în care orificiul uretral este plasat pe partea posterioară a penisului. În funcție de poziționarea orificiului uretral, se cunosc mai multe grade de hipospadias: gradul 1 de hipospadias - când orificiul uretral se află poziționat în zona frenumului (50 - 75 % din cazuri), gradul 2 de hipospadias - când orificiul uretral se deschide pe axul posterior al penisului și gradul 3 de hipospadias - când orificiul uretral se deschide în zona perineului (20 - 30 % din cazuri).
- Difalia sau penisul dublu, este o afecțiune ce constă în prezența a două penisuri. Rata de incidență a acestei afecțiuni este de 1 la 5.500.000 de bărbați. Primul caz de dipfalie a fost descris de Johannes Jacob Wecker, în 1609.
- Agenezia penisului este un defect congenital în care penisul lipsește. Este prezent 1 caz la 6.000.000 de bărbați.
- Micropenisul este un defect în care penisul este neobișnuit de mic, măsurând, în erecție, mai puțin de 7 cm, față de media normală de 15 cm.
- Cordeea este un defect în care penisul curbat în jos, mai bine vizibil în stare de erecție. Acest defect nu terbuie asociat sau confundat cu hipospadiasul sau boala Peyronie.
- Fimoza este o afecțiune ce se localizează la nivelul prepuțului, caracterizată prin strâmtorarea anormală a inelului prepuțal, ce determină o decalotare dureroasă sau chiar imposibilă, cât și inflamarea prepuțului. Rezolvarea acestei afecțiuni se face chirurgical, prin înlăturarea prepuțului (circumcizie).
- Fractura penisului este ruptura a uneia sau ambelor membrane albugineea, membrana fibroasă ce acoperă corpii cavernoși. Este cauzată de contorsionarea penisului erect în timpul actului sexual.
- Priapismul este o potențială periculoasă afecțiune genitală, caracterizată printr-o erecție dureroasă și persistentă, nefiind condiționată de excitație fizică sau psihică.

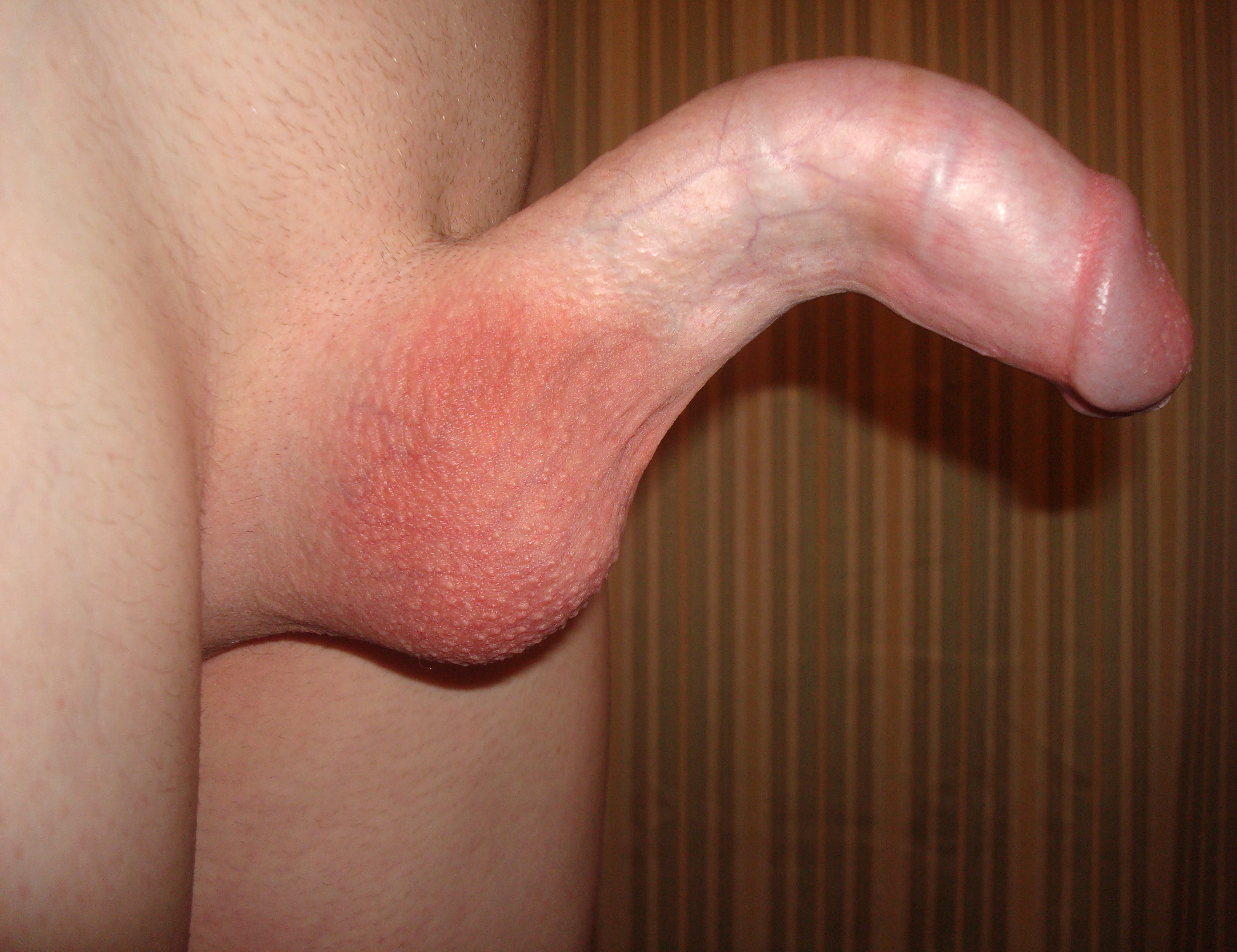
Boala Peyronie
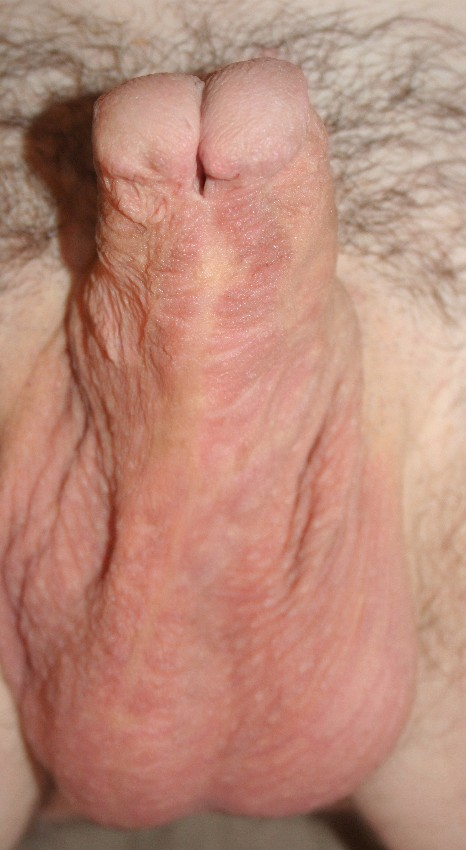
Hipospadias
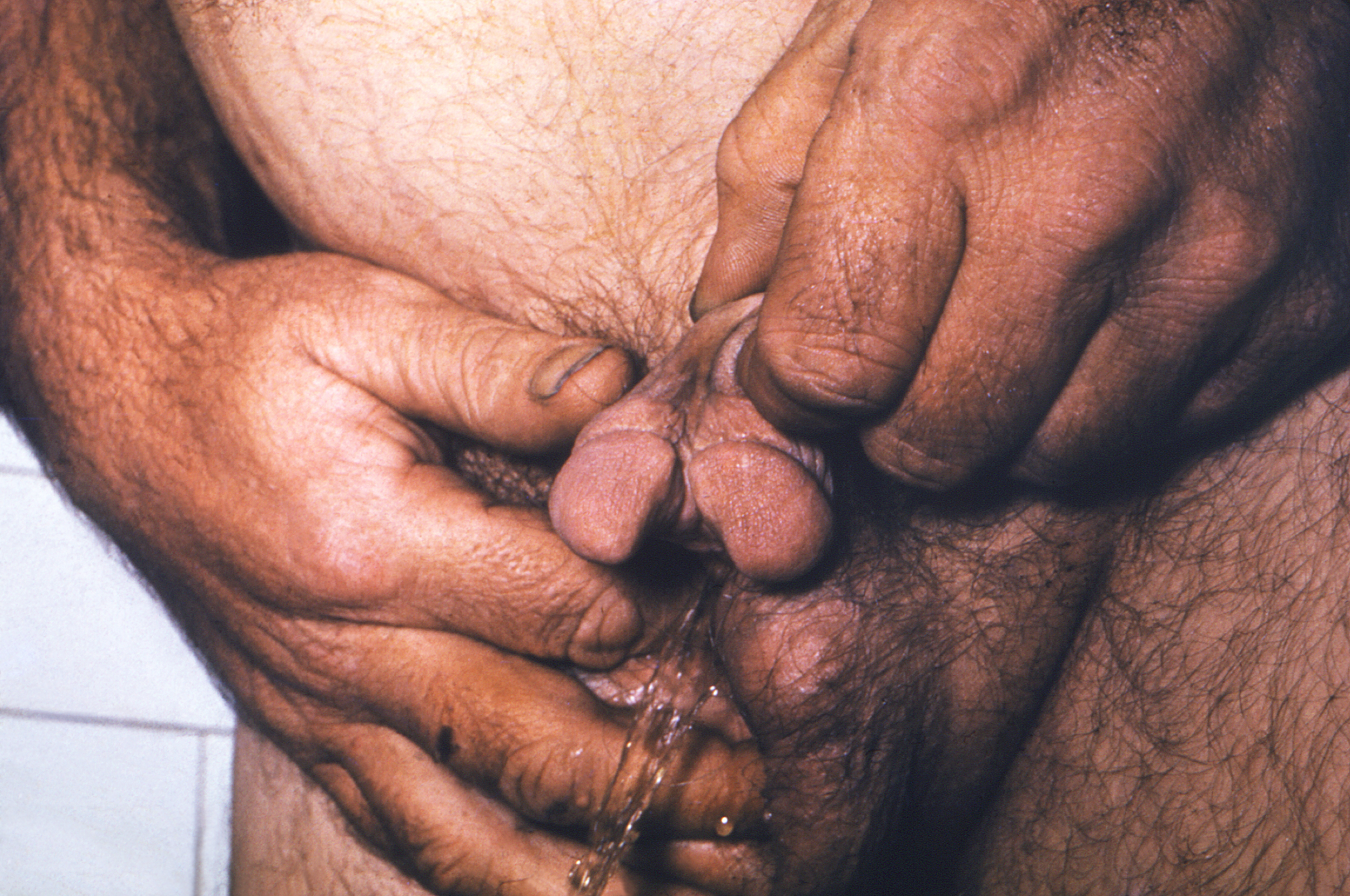
Diphallia
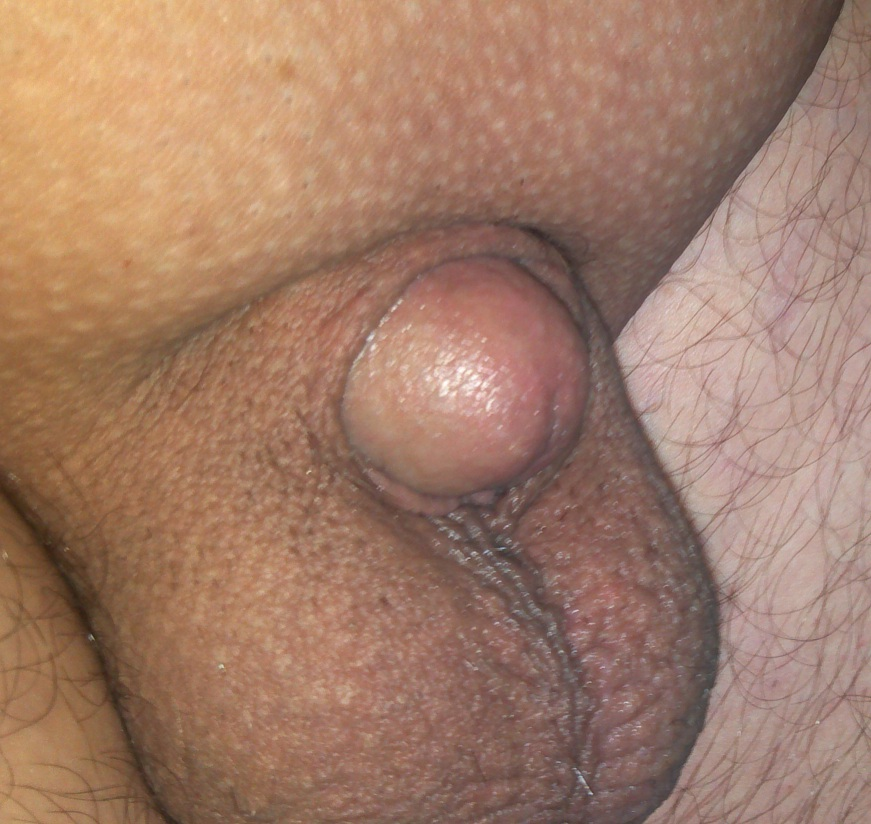
Micropenis
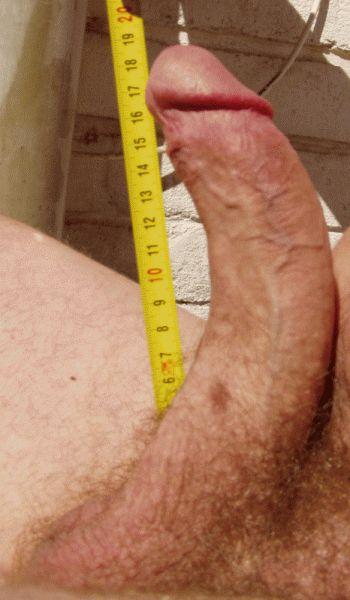
Chordeea
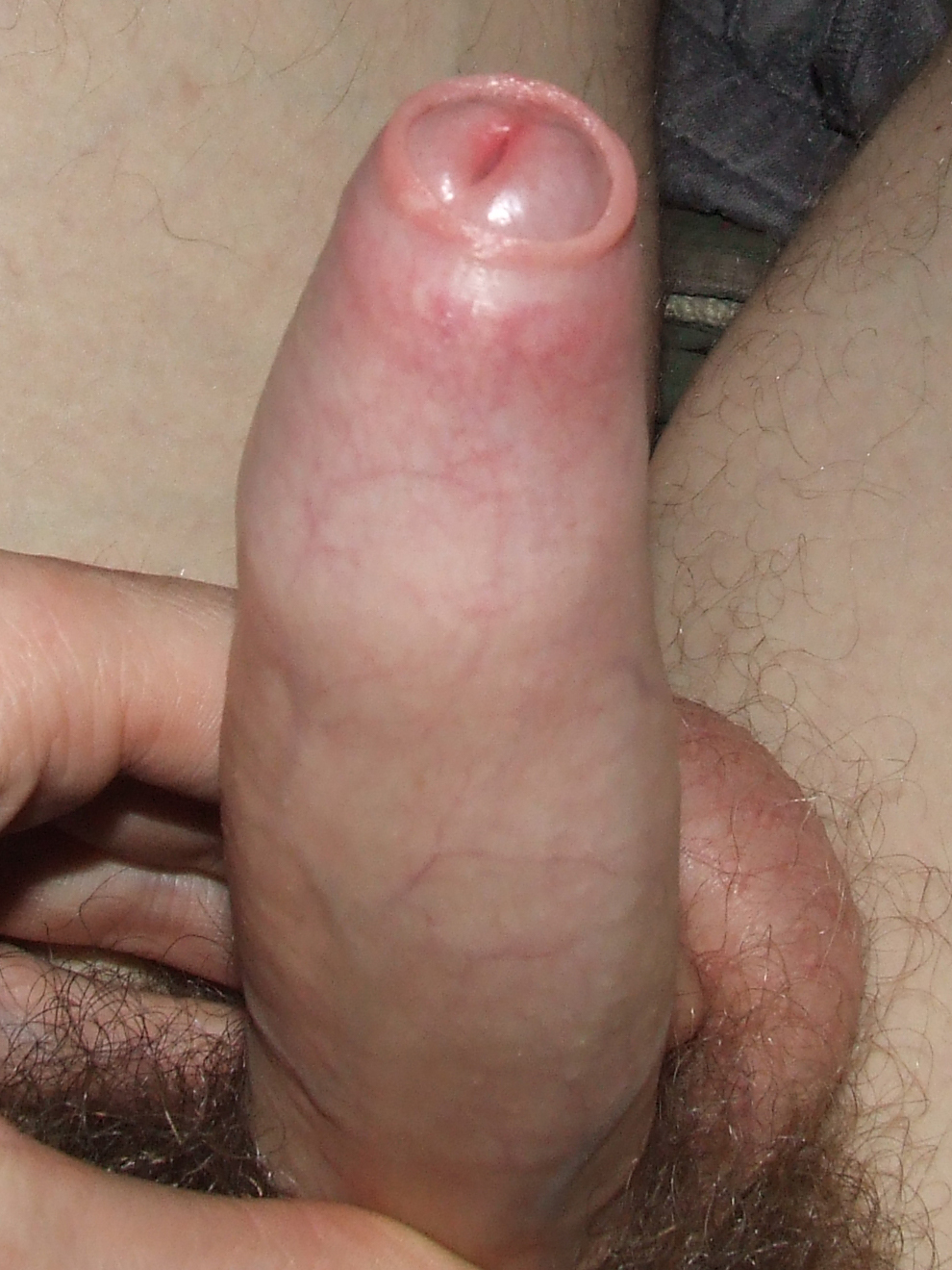
Fimoza
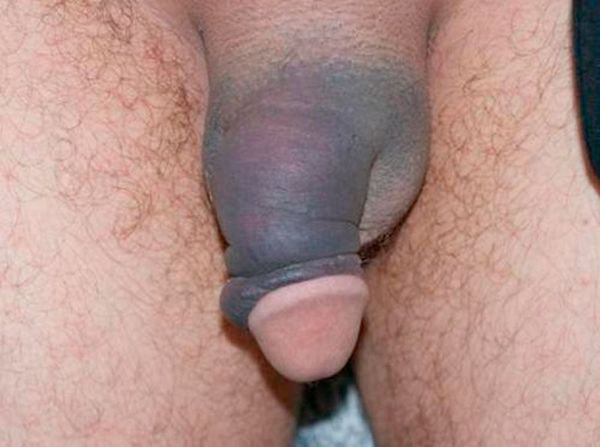
Fractura penisului
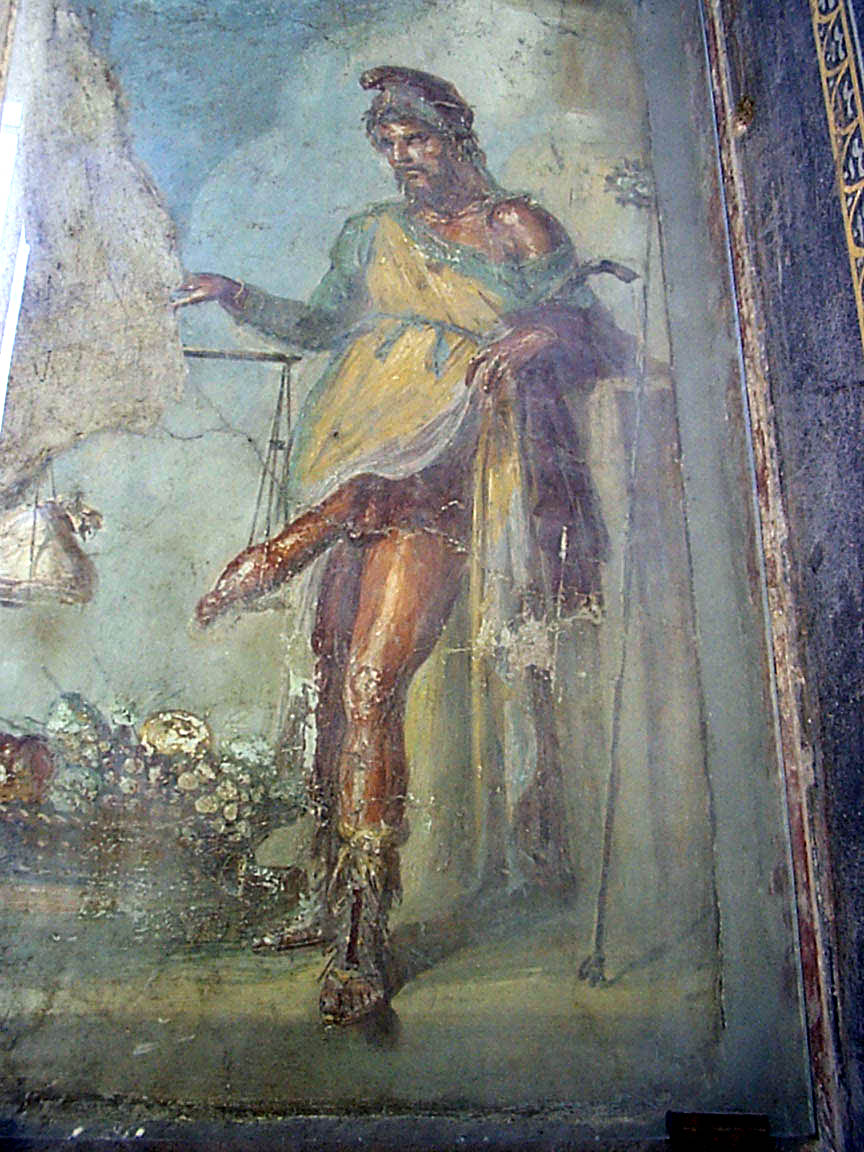
Frescă din Pompei (Priapus)